# Gerovo Tounjsko
Gerovo Tounjsko – wieś w Chorwacji, w żupanii karlowackiej, w gminie Tounj. W 2011 roku liczyła 55 mieszkańców.